# Симсала Грим
Симсала Грим немачкa је цртана серија, која се састоји од бајки Браће Грим, а од треће сезоне и Ханса Кристијана Андерсена и осталих познатијих аутора.

## Емитовање и синхронизација
У Србији, Хрватској, Црној Гори, Босни и Херцеговини и Северној Македонији се емитовала од 2016. на Минимакс ТВ на српском језику. Од 2018. године цртана серија је емитована на КА ТВ. Синхронизацију је радио студио Призор за DVD издања Миленијум филм и видео 2005-2006. за прве две и 2010. за трећу сезону. Све песме су синхронизоване. DVD-јеви су се продавали у свим горенаведеним државама и у Хрватској, садржали су српску и хрватску синхронизацију.
Синхронизацију DVD издања број 1 које садржи епизоде Снежана и седам патуљака (сезона 2 епизода 8) и Шест лабудова (сезона 2 епизода 10) са појединим синхронизованим песмама радио је Квартет Амиго.
Синхронизацију DVD издања број 5 које садржи епизоде Палчић (сезона 1 епизода 2) и Златокоса (сезона 1 епизода 8) радио је као и главну синхронизацију студио Призор, али је коришћена другачија постава.

## Ликови

### Главни ликови
- Јојо - је главни лик Симсала грим серије. Он је плави којот и највећи авантуриста одувек. Јојо са доктором Крокијем путује светом магичном књигом и помаже људима да реше своје проблеме или их бар инспиришу. Јојо је којот/полу-животиња са плавим крзном и многим људским карактеристикама: причање, размишљање, понашање и креће се као човек. Носи црвену капу са звончићима на глави и малим црвеним огртачем око својих рамена. Јојо је добар лик, али понекад је и тврдоглав. Воли да помаже људима, али не на начин као што до ради доктор Кроки. Врло је весео и несташан.
- Доктор Кроки - Књишки мољац попут бића. Црвене је боје са ружичастим пругама и има кратак реп. Увек носи наочаре и жуту торбу. Такође, носи жути шешир, али га не носи све време јер му стално пада. Има црне очи. Кад се набацује, он каже: "Ја сам Кроки, доктор Кроки. Научник, филозоф, виртуоз....", а онда углавном престане са набацивањем јер се нешто догоди. Доктор Кроки је љубазан и паметан, јер је он филозоф.
- Чаробна књига - Књига се појављује на почетку и крају сваке епизоде, а то је прича из серије. Књига има браон корице и на корици се налази портрет једног од браће Грим. Такође књига има златне углове на крају корице, као и црвене и тамне златне кругове.То је књига у којој се налазе све бајке. Већином су засноване на бајкама браће Грим, али и Ханса Кристијана Андерсена и других писаца. Књига се отвара на сваком почетку и магичном златном прашином претвара доктора Крокија и Јоја у стварна бића. Онда их ставља у некој од бајки где помажу херојима и хероинама да победе своје непријатеље. Књига се појављује на крају епизоде кад долази да врати доктора Крокија и Јојоа који су претходно завршили свој задатак.

### Остали ликови
- Птице - Оне су три обичне птице. Прва птица изгледа као петао и има бело перје, велики наранџасти кљун, реп и обучена је у плаву кошуљу. Друга птица изгледа као пиле и има жуто перје, наранџасти кљун, изгледа као мушко због зеленог шешира и зелених панталона. Трећа птица има жуто перје, жуте панталоне и црвену јакну. Оне имају обичај да певају о догађајима у епизоди или да помажу Јојоу и доктору Крокију у малим задацима.
- Мишеви - Три обучена миша се појављују у неколико епизода, обично дају савет или помажу доктору Крокију и Јојоу.
- Краљ (Храбри кројач) - Појављује се у првој епизоди сезоне 1 Храбри кројач. Краљ је попуњеног изгледа, поприлично је стар, има светлосмеђе бркове, браду и косу. На себи носи црвени капут са жутим крајевима и зеленом кошуљом испод капута. Такође има златну огрлицу баш као и његова ћерка, али има црвени драгуљ који се налази у средини огрлице. Има велику златну круну на глави. Краљ је добар, али искушава кројача да види да ли је он довољно добар за његову ћерку, принцезу Елизабет.
- Краљ (Ђаво с три златне власи) - је лик који се појављује у петој епизоди сезоне 1 Ђаво с три златне власи. Краљ има дугу тамносмеђу браду и бркове, дебео је и има црну косу. Носи дугу жуту круну и мач. Обучен је у пастелној смеђој кошуљи и плавом краљевском огртачу. Зле је нарави и паметан је. Због своје зле нарави не да својој ћерки да се уда за Каспера лимаревог сина, али на крају епизоде је срећан, јер му је Каспер донео много злата и након тога је прихватио да се његова ћерка уда за Каспера. Ипак, он је негативац, јер све до краја епизоде није прихватио да се његова ћерка уда за Каспера.

## Списак епизода
У свакој епизоди сусреће се један од познатих ликова браће Грим, или у 3. сезони и других аутора, у чаробној земљи Симсали. Свака епизода почиње са доктором Крокијем и Јојоом како седе на полици и оживе уз помоћ чаробне књиге, која их води по Симсали. Они се труде да помогну ликовима бајки.

### Сезона 1
| Епизоде                    |
| -------------------------- |
| 1. Храбри кројач           |
| 2. Палчић                  |
| 3. Ивица и Марица          |
| 4. Вук и седам јарића      |
| 5. Ђаво с три златне власи |
| 6. Шест помоћника          |
| 7. Господар лопова         |
| 8. Златокоса               |
| 9. Краљ Брадоња            |
| 10. Упознати страх         |
| 11. Зли патуљак            |
| 12. Мачак у чизмама        |
| 13. Бата и сека            |

### Сезона 2
| Епизоде                        |
| ------------------------------ |
| 1. Бременски градски музиканти |
| 2. Црвенкапа                   |
| 3. Сточићу, постави се         |
| 4. Верни Јова                  |
| 5. Кристална кугла             |
| 6. Плава светлост              |
| 7. Пепељуга                    |
| 8. Снежана                     |
| 9. Успавана лепотица           |
| 10. Шест лабудова              |
| 11. Две принцезе               |
| 12. Зачарани принц             |
| 13. Гушчарица                  |

### Сезона 3
| Епизоде                     |
| --------------------------- |
| 1. Чаробни пасуљ            |
| 2. Чупавко                  |
| 3. Јеж и зец                |
| 4. Стари султан             |
| 5. Бака Зима                |
| 6. Три прасета              |
| 7. Четири умешна брата      |
| 8. Чаробњаков шегрт         |
| 9. Славуј                   |
| 10. Лепотица и звер         |
| 11. Дванаест принцеза       |
| 12. Срећни Јовица           |
| 13. Мали Мук                |
| 14. Златокоса и три медведа |
| 15. Аладин и чаробна лампа  |
| 16. Калиф рода              |
| 17. Добошар                 |
| 18. Снежана и Ружица        |
| 19. Медвеђе крзно           |
| 20. Мала сирена             |
| 21. Пинокио                 |
| 22. Гвоздени човек          |
| 23. Царево ново одело       |
| 24. Јоринда и Јорингел      |
| 25. Распевана шева          |
| 26. Три пера                |

## Улоге
| Име лик(ов)а  | Глас                     | Српски глас                                                                     |
| ------------- | ------------------------ | ------------------------------------------------------------------------------- |
| Јојо          | Нубертус вон Ленсхенфелд | Владислава Ђорђевић                                                             |
| Доктор Кроки  | Јорг Стутман             | Јадранка Селец                                                                  |
| Птице         |                          | Владислава Ђорђевић Јадранка Селец                                              |
| Чаробна књига |                          | Милан Чучиловић                                                                 |
| Остали        |                          | Владислава Ђорђевић Јадранка Селец Марко Живић Милан Чучиловић Александра Цуцић |